# Styringomyia liberiensis
Styringomyia liberiensis is een tweevleugelige uit de familie steltmuggen (Limoniidae). De soort komt voor in het Afrotropisch gebied.